# Palmeira D'Oeste
Palmeira D'Oeste este un oraș în São Paulo (SP), Brazilia.